# Ceratostema megabracteatum
Ceratostema megabracteatum är en ljungväxtart som beskrevs av J.L. Luteyn. Ceratostema megabracteatum ingår i släktet Ceratostema och familjen ljungväxter. Inga underarter finns listade i Catalogue of Life.